# 1670년대
1670년대는 1670년부터 1679년까지를 가리킨다.

## 사건과 동향
- 아이작 뉴턴과 고트프리트 라이프니츠가 독립적으로 미적분학을 발견한다.